# Sabadão
Sabadão (também conhecido como Sabadão Sertanejo entre 1991 e 1996) foi um programa de televisão brasileiro apresentado por Gugu Liberato nas noites de sábado entre 1991 e 2002.

## História
Em 1991, o gênero sertanejo estava estourando em todo o Brasil, principalmente graças às duplas sertanejas como Chitãozinho & Xororó, Leandro & Leonardo e Zezé Di Camargo & Luciano. Aproveitando o momento, Gugu idealizou e produziu um programa especial como parte de 10 presentes em comemoração aos 10 anos do SBT no horário nobre chamado Sabadão Sertanejo, indo ao ar antes do Viva a Noite, em 20 de julho daquele ano, sendo ambos apresentados pelo próprio. Com o cancelamento temporário do Comando da Madrugada (substituto do Viva a Noite), no final de 1992, o horário ficou vago e o Sabadão Sertanejo foi ressuscitado no início de 1993, como um programa semanal e sendo realocado na faixa horária do Comando da Madrugada, às 11 e meia da noite, logo depois do A Praça É Nossa. Por questões de orçamento, o cenário do Viva a Noite foi mantido. A única alteração no programa foi em 1994, quando artistas de diversos gêneros musicais foram autorizados a se apresentar, aproveitando as recentes ondas do axé, do pagode e do eurodance. Mas a mudança de nome aconteceu apenas em 1997, quando passou a se chamar apenas Sabadão. Em abril de 2001, em razão da estreia da sessão Cine Belas Artes, passou a entrar no ar ainda mais tarde, entre 1 da manhã e 1 e meia da manhã de domingo. Mesmo assim, conseguia manter uma audiência na casa dos 20 pontos, entre 2000 e 2002.
A última exibição do programa ocorreu em 23 de novembro de 2002, após uma série de mudanças na grade de programação da emissora. A partir daí, o programa passou a se chamar Disco de Ouro, e exibido nas tardes de domingo até o início de 2003.
Em 29 de agosto de 2015, o SBT estreou a nova versão do programa com a apresentação de Celso Portiolli, chamado de Sabadão com Celso Portiolli.